# تان يان وي
تان يان وي هو ملحن ماليزي، ولد في 28 يناير 1975 في كوانتان في ماليزيا، وتوفي في 27 أبريل 2011 في وادي كلاغ في ماليزيا.

## وصلات خارجية
- تان يان وي على موقع IMDb (الإنجليزية)